# Łacie
Łacie (biał. Лаці; ros. Лати) – wieś na Białorusi, w obwodzie witebskim, w rejonie dokszyckim, w sielsowiecie Dokszyce.

## Historia
W czasach zaborów w granicach Imperium Rosyjskiego.
W dwudziestoleciu międzywojennym wieś leżała w Polsce, w województwie wileńskim, w powiecie dziśnieńskim, w gminie Dokszyce.
Według Powszechnego Spisu Ludności z 1921 roku zamieszkiwało tu 79 osób, 1 była wyznania rzymskokatolickiego a 18 prawosławnego. Jednocześnie 4 mieszkańców zadeklarowało polską przynależność narodową a 75 białoruską. Było tu 10 budynków mieszkalnych. W 1931 w 15 domach zamieszkiwało 91 osób.
Miejscowość należała do parafii rzymskokatolickiej i prawosławnej w Dokszycach. Podlegała pod Sąd Grodzki w Dokszycach i Okręgowy w Wilnie; właściwy urząd pocztowy mieścił się w Dokszycach.